# 李丁 (隆慶進士)
李丁（1540年—？），字明甫，號文堂，山東兗州府曹州人，民籍，明朝政治人物。

## 生平
隆慶元年（1567年）丁卯科山東鄉試第三十八名舉人，五年（1571年）中式辛未科會試第一百九十一名，三甲第九名進士。礼部觀政，授行人，萬曆二年（1574年）升刑部主事，养病，五年复除工部，差杭州抽分，八年升员外郎，丁憂。十一年复除授戶部陝西司主事，升延宁管粮郎中，萬曆十五年（1587年）十月升陝西副使、分巡隴西道，十六年调繁西寧兵備，十八年（1590年）七月以西鎮失事被彈劾，革職閑住。

## 家族
曾祖李鳳；祖父李朴，驛丞；父李養性，縣丞。母邵氏；繼母劉氏。具慶下。兄李丙，弟李戊、李己、李庚。